# Auchenoceros
Auchenoceros is een monotypisch geslacht van straalvinnige vissen uit de familie van diepzeekabeljauwen (Moridae). Het geslacht is voor het eerst wetenschappelijk beschreven in 1889 door Günther.

## Soort
- Auchenoceros punctatus (Hutton, 1873)